# Комсомольська (Звіриноголовський округ)
Комсомо́льська (рос. Комсомольская) — присілок у складі Звіриноголовського округу Курганської області, Росія.
Населення — 221 особа (2010, 336 у 2002).
Національний склад станом на 2002 рік:
- росіяни — 74 %